# Plesiommata corniculata
Plesiommata corniculata är en insektsart som beskrevs av Young 1977. Plesiommata corniculata ingår i släktet Plesiommata och familjen dvärgstritar. Inga underarter finns listade i Catalogue of Life.